# Greig Laidlaw
Greig Laidlaw (wym. [ˈgɹeg ˈledlɔ], ur. 12 października 1985 r. w Edynburgu) – szkocki rugbysta występujący na pozycji łącznika młyna; 113. kapitan reprezentacji i dwukrotny uczestnik pucharu świata.

## Młodość
Laidlaw wychowywał się w Jedburgh, niewielkim mieście w regionie Scottish Borders, gdzie ukończył Jedburgh Grammar School. Pierwsze treningi rozpoczął w wieku ośmiu lat w klubie Jed-Forest R.F.C., w którym następnie przeszedł przez wszystkie szczeble wiekowe – aż do pierwszej drużyny.
W młodości Greig wybierany był też do reprezentacji regionu Borders do lat 16 i 18.

## Kariera klubowa
Latem 2006 roku Laidlaw przeniósł się z amatorskiego Jed-Forest do profesjonalnego zespołu Edinburgh Rugby występującego wówczas w Celtic League (później pod nazwą Pro12). Podpisany wówczas kontrakt obowiązywał przez dwa lata. Już na początku swojej przygody z profesjonalną grą w rugby, szkocki łącznik dwukrotnie wystąpił w barwach elitarnego klubu Barbarians, który w 2008 mierzył się z zespołami Royal Navy, a także połączonych sił zbrojnych.
Stopniowo Szkot umacniał też swoją pozycję w drużynie ze stolicy, której najlepszy rezultat przypadł na sezon 2008/2009. Wówczas to ekipa z Edynburga zajęła w końcowej tabeli drugie miejsce, ustępując jedynie irlandzkiemu Munster Rugby.
Mimo występów na dwóch różnych pozycjach, jako „dziewiątka” i „dziesiątka”, Laidlaw w sezonie 2011/2012 imponował równą, wysoką formą. W związku z tym przed startem kolejnych rozgrywek został mianowany nowym kapitanem „the Gunners”. W kwietniu 2012 roku Edingurgh Rugby z Laidlawem w składzie dotarło do półfinału Pucharu Heinekena, w którym jednak lepsza okazała się być drużyna Ulsteru.
W marcu 2014 roku ogłoszono, że po zakończeniu trwającego sezonu Laidlaw zasili zespół Gloucester Rugby z English Premiership. O jego pozyskanie zabiegał ówczesny dyrektor sportowy Nigel Davies, który planował wystawianie Laidlawa na pozycji łącznika ataku. Niemniej walijski działacz został zwolniony po tym, jak „Cherry and Whites” ukończyli ligowe zmagania na dziewiątej pozycji. Nim reprezentant Szkocji faktycznie trafił do nowego klubu, Daviesa zastąpił David Humphreys, a na stanowisku trenera zatrudniono Lauriego Fishera. Pod ich rządami Laidlaw wywalczył sobie pewne miejsce w składzie na pozycji numer 9, popisując się do tego znakomitymi statystykami skuteczności kopów na bramkę.
W maju 2015 roku Laidlaw sięgnął po puchar European Rugby Challenge Cup. W finale Gloucester pokonało poprzedni klub Szkota, Edinburgh Rugby 19:13, a sam Laidlaw celnymi kopami zdobył 14 punktów.

## Kariera reprezentacyjna
Występy w kadrze narodowej Laidlaw rozpoczął w wieku 16 lat roku od drugiej reprezentacji Szkocji do lat 18, po czym trafił do pierwszej drużyny w tej kategorii wiekowej. W zespole U-21 debiutował w lutym 2005 roku w wygranym meczu przeciwko rówieśnikom z Włoch. W tym samym roku wziął udział w Mistrzostwach Świata U-21, które zorganizowano w argentyńskim mieście Mendoza. W 2006 roku Laidlaw był podstawowym łącznikiem młyna w swojej drużynie podczas młodzieżowego Pucharu Sześciu Narodów oraz Mistrzostw Świata do lat 21 we Francji.
W styczniu 2008 roku Greig otrzymał powołanie do reprezentacji w rugby siedmioosobowym na turnieje w Wellington i San Diego. Wziął udział także w kolejnych turniejach sezonu 2007/2008, w Hongkongu, Adelaide, Londynie i Edynburgu.
Bezpośrednio po ostatnim turnieju sezonu „siódemek” dołączył do piętnastosobowej drugiej reprezentacji kraju, która rywalizowała w rozgrywanym w Kanadzie i Stanach Zjednoczonych turnieju Churchill Cup. Zadebiutował w meczu z drużyną Argentina Jaguares. Kolejne spotkania w barwach „Szkocji A” rozegrał na początku 2009 roku, kiedy to w serii meczów rozgrywanych równolegle z Pucharem Sześciu Narodów Szkoci mierzyli się z drużynami Irlandii i Włoch. W listopadzie druga reprezentacja Szkocji rozgromiła pierwszy zespół Tonga, a Laidlaw został nagrodzony tytułem zawodnika meczu. Wcześniej w tym samym roku ponownie znalazł się w składzie zespołu na dwa ostatnie turnieje sezonu w rugby 7 (London Sevens oraz Edinburgh Sevens). Podobnie rok później, uczestniczył w turniejach w Londynie i Edynburgu.
W 2010 roku jako kapitan „Szkocji A” wziął udział w rozgrywanym w Rumunii IRB Nations Cup, w którym drużyna ta mierzyła się z Gruzją, Namibią oraz Argentina Jaguares. Prócz tego ponownie (w 2010 i 2011) wystąpił w serii meczów z drugimi reprezentacjami Irlandii i Włoch.
W pierwszej reprezentacji zadebiutował w listopadzie 2010 roku, kiedy to w rozgrywanym na Murrayfield spotkaniu z Nową Zelandią zmienił kontuzjowanego Mike’a Blaira. Gdy w maju 2011 roku szkocki selekcjoner Andy Robinson ogłaszał szeroki skład drużyny przygotowującej się do Pucharu Świata, nazwisko Laidlawa znalazło się na tej liście. Niemniej powrót do zdrowia innych zawodników występująych na jego pozycji oznaczał, że ostatecznie Greig nie otrzymał powołania na turniej.
Przez cały rok 2012 regularnie występował w reprezentacji na pozycji numer 10. Podczas czerwcowej serii spotkań na Antypodach Szkoci pokonali – po rzucie karnym Laidlawa z ostatniej minuty – Australię, a następnie Fidżi i Samoa. Część komentatorów uznała wówczas, że w osobie zawodnika Edynburga reprezentacja znalazła łącznika ataku, którego brakowało jej od wielu lat. Mimo takich ocen, po zakończeniu kariery międzynarodowej przez Mike’a Blaira, z początkiem Pucharu Sześciu Narodów 2013 Laidlaw przejął na stałe funkcję boiskowej „dziewiątki”.
Latem 2013 roku, kiedy kontuzji doznał Kelly Brown, Laidlaw został mianowany 113. w historii kapitanem reprezentacji. Po raz pierwszy dostąpił tego wyróżnienia podczas meczu z Południową Afryką. W kolejnych spotkaniach prowadził Szkotów, gdy na boisku brakowało bardziej doświadczonych zawodników. Wobec braku powołania dla Browna, a także kontuzji Granta Gilchrista, Laidlaw ponownie został wyznaczony jako kapitan na jesienne test-mecze w 2014 roku, w trakcie których Szkocja – po wyróżniającym się występie Greiga – pokonała Argentynę. Kilka miesięcy później Szkot, ponownie w roli kapitana, znalazł się w składzie reprezentacji na Puchar Sześciu Narodów
Pod koniec sierpnia 2015 roku Laidlaw, znów jako kapitan, znalazł się w składzie reprezentacji na Puchar Świata. W trakcie rozgrywanego w Anglii turnieju Laidlaw był wiodącą postacią w szkockiej drużynie, która – w kontrowersyjnych okolicznościach – w ćwierćfinale jednym punktem uległa Australii.

## Wyróżnienia
- nominacja do nagrody Europejskiego Gracza Roku 2012 według European Rugby Cup (ERC European Player of the Year 2012)[48]
- nominacja do nagrody Gracza Roku 2015 według World Rugby (World Rugby Player of the Year)[49]

## Życie osobiste
Pochodzi ze związanej z rugby rodziny. Jest synem Lorny i Davida – ojciec był trenerem, a następnie prezesem w miejscowym klubie. Jego brat, a wujek Greiga, Roy Laidlaw również występował na pozycji łącznika młyna w reprezentacji Szkocji (gdzie dorobił się statusu legendy) oraz w barwach British and Irish Lions. Zawodowo w rugby grał także syn Roya – Clark Laidlaw, reprezentant Szkocji w rugby 7 i późniejszy trener
Greig w 2013 roku poślub Rachel Runciman, para ma urodzonego w 2014 roku syna Ruary’ego.